# Castello di Světec
Il castello di Světec (in ceco Zámek Světec) si trova nell'omonimo comune del Distretto di Teplice nella Regione di Ústí nad Labem, Repubblica Ceca. Il castello barocco è un monumento culturale nazionale, è stato edificato a partire dal XVIII sul sito di un precedente monastero e dalla seconda metà del XX secolo è divenuto sede comunale.

## Storia

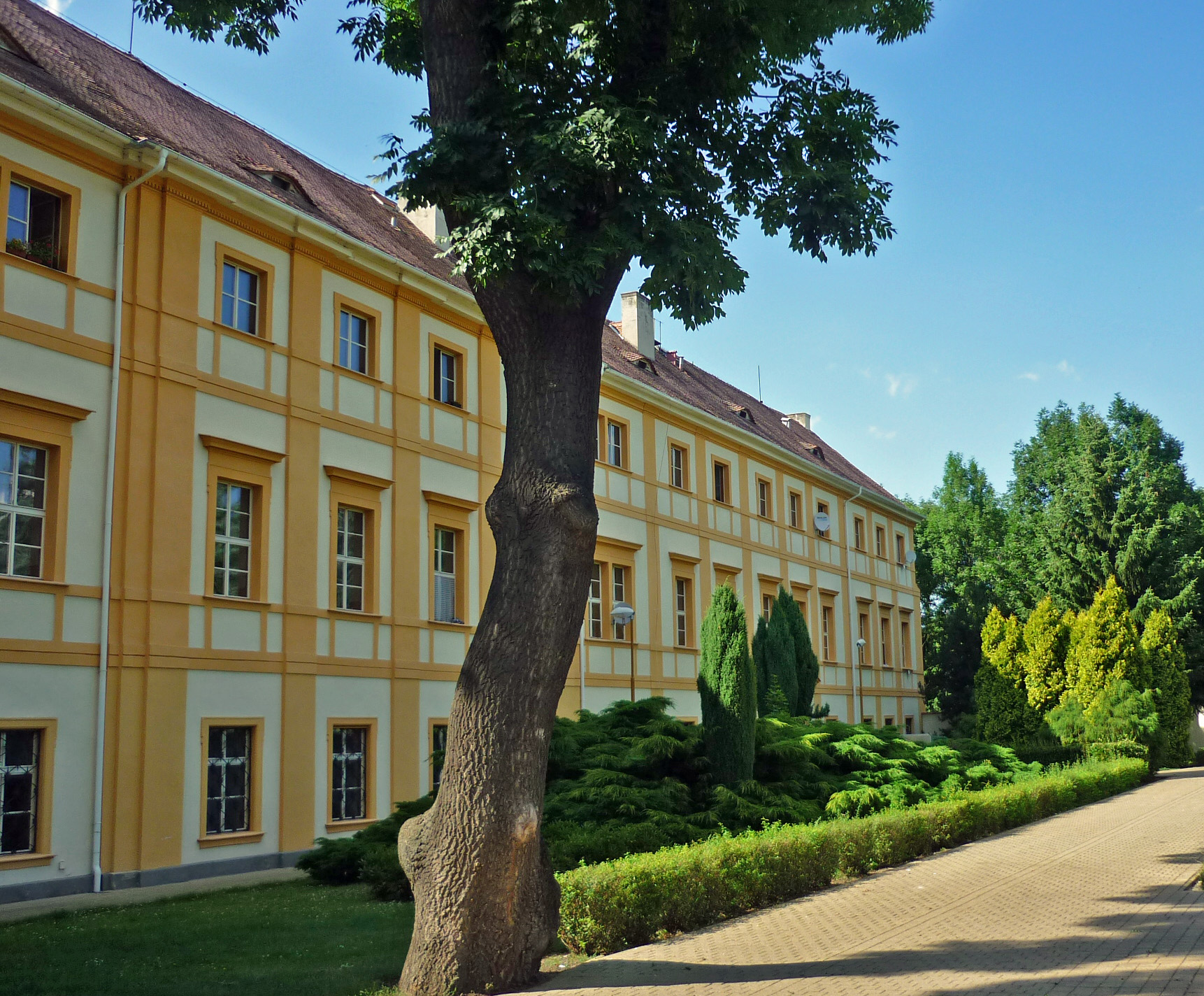
Il castello di Světec

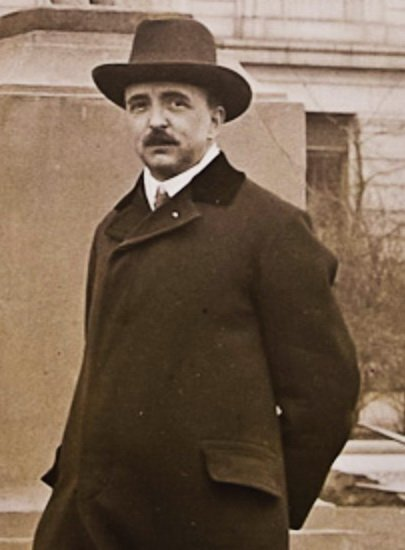
Vojtěch Preissig, nato a Světec e morto a Dachau, al quale è dedicato il salone principale del palazzo

Il villaggio di Světec viene menzionato per la prima volta in un documento del 1209 quando sul sito dell'edificio che ci è pervenuto era presente un monastero delle canonichesse regolari del Santo Sepolcro di Gerusalemme che fu probabilmente l'unico ramo femminile di quest'ordine nel territorio ceco mentre il ramo maschile aveva il suo convento nella capitale, a Praga. L'ordine fu portato in Boemia dalla famiglia Hrabišice nel 1227 che contribuì alla fondazione di questi due monasteri. Nel 1278 il monastero venne devastato durante le guerre che interessarono la regione, fu abbandonato nel periodo della Riforma protestante e nel 1580 era già stato demolito. I possedimenti del monastero sino a quel periodo appartennero all'arcidiocesi di Praga e intorno al 1708 l'allora arcivescovo Johann Joseph von Breuner fece edificare sul sito un castello barocco con un parco affidandone il progetto all'architetto svizzero Antonio della Porta. Il principe ed arcivescovo Wilhelm Florentin von Salm-Salm decise per l'ampliamento del parco e i relativi lavori continuarono ancora con l'arcivescovo Alois Josef Schrenk. Da quest'ultimo prende il nome la vicina collina di Alois con l'omonima torre di vedetta. Nella seconda metà del XX secolo il palazzo è divenuto sede del comune di Světec e la sala cerimoniale comunale è stata dedicata alla memoria di Vojtěch Preissig, importante grafico, pittore e illustratore ceco che fece parte della resistenza contro l'occupazione da parte della Germania nazista della Cecoslovacchia, venne catturato e internato nel campo di concentramento di Dachau dove morì nel 1944.

## Descrizione
Il castello si trova nella parte settentrionale dell'abitato di Světec, comune della Regione di Ústí nad Labem della Repubblica Ceca. Il complesso è costituito dall'edificio principale a tre piani, su pianta rettangolare allungata. La struttura è in stile barocco e sul suo lato meridionale confina con la chiesa di San Giacomo il Maggiore. La facciata principale orientale è rivolta verso il cortile d'onore ed è caratterizzata da lesene e cornicioni. Le aperture delle finestre al piano terra sono rettangolari e delimitate da persiane. Anche le aperture finestrarie del primo piano sono delimitate da persiane, presentano finestra e cornicione con parapetto con tamponamento rettangolare a due ali. Le aperture delle finestre del secondo piano sono grosso modo quadrate con ante con cornice a parapetto. Tra i piani ci sono campi rettangolari in stucco sotto le finestre. La copertura e costituita dal tetto classico a due falde. Il portale è sormontato da un frontone traforato. Vicino all'edificio c'è il giardino e di lato c'è un grande parco con muretti i pietra. Il complesso è completato da un'aia e da un fabbricato agricolo. Il parco del castello è molto ampio ed è costituito da un'area erbosa che si estende da ovest a nord-ovest.

### Monumento culturale della Repubblica Ceca
La tutela dei monumenti della Repubblica Ceca considera il complesso del castello di Světec un monumento culturale nazionale tutelato col numero di catalogo 1000155614. Oltre all'edificio principale fanno parte dell'insieme posto sotto tutela il giardino, il parco con i suoi muretti e un fabbricato agricolo.